# Madelene Olsson (handbollstränare)
Madelene "Madde" Olsson, född 13 juli 1971 i Göteborg, är en svensk handbollstränare och före detta handbollsspelare (försvarsspecialist).

## Karriär
Madelene Olsson började i klubben Kortedala IF men bytte omkring 1990 klubb till IK Sävehof. 1991 fick hon en korsbandsskada. Hon spelade för Sävehof då klubben tog sitt första SM-guld, 1993. Hon landslagsdebuterade också då hon spelade för Sävehof. 1994 drabbades hon av skada på patellasenan och fick avbryta spelandet i åtta månader. Efter något år bytte hon klubb till HP Warta och vann elitserien med den klubben 1997. Efter den säsongen blev hon proffs i norska Stabæk Håndball där hon spelade två säsonger. 1999 fick hon en hälseneskada som tvingade fram vila i sex månader. Sedan gick turen till danska FOX Team Nord i Fredrikshamn innan utlandskarriären avslutades i tyska FHC Frankfurt/Oder, där hon blev tysk mästarinna 2004. Som spelare var Olsson främst försvarsspelare och spelade centralt i försvaret.

## Landslagskarriär
Madelene Olsson spelade 1989-1991 29 ungdomslandskamper för Sverige. 20 oktober 1981 debuterade hon i  A-landslaget mot Bulgarien i en sexnationersturnering i Ungern. Hon var sedan en ordinarie landslagsspelare under 12 år.  Madelene Olsson har enligt den nya landslagsstatistiken 1991-2003 spelat 159 landskamper och gjort 168 mål för Sveriges damlandslag. Efter spelarkarriären var hon assisterande förbundskapten till Birthe "Buttan" Hansson för Sveriges U18-damlandslag i handboll och Sveriges U20-damlandslag i handboll födda 1994-1995. Hon är Stor flicka. Hon var en av spelarna i det leende landslaget vid VM 2001 i Italien men spelade de flesta andra mästerskapsturneringar för Sverigeunder sina landslagsår. Sista mästerskapet blev EM 2002.
Efter spelarkarriären fortsatte Madelene Olsson som tränare. Inledningsvis var hon spelande tränare i Önnereds HK.